# TGOJ Littera Na
TGOJ Littera Na var två ånglok inom Trafikaktiebolaget Grängesberg-Oxelösunds Järnvägar (TGOJ) som användes för växling av malmvagnar. De byggdes ursprungligen för Luossavaara-Kiirunavaara AB (LKAB) med individnummer 11 och 12 och användes i malmhamnen i Narvik. Leverans till LKAB skedde i juni 1922. Enligt en skribent hade loken hade ett kraftfullt och tilltalande utseende.

## Historik
Efter att ha varit i drift tre kvartal meddelade LKAB att man var mycket nöjda med loken. Trots storlek och vikt var de bekväma att hantera och mycket lätta att växla med. I de brantaste stigningarna drog loken mer än vad som krävdes utan att tömma pannan på ånga. När malmhamnen i Narvik elektrifierades blev ångloken överflödiga och såldes 1936-37 till TGOJ. TGOJ överförde loken till hamnen i Oxelösund. Vid den här tidpunkten bedrev TGOJ:s moderbolag utskeppning av malm därifrån. Moderbolaget, Trafikaktiebolaget Grängesberg-Oxelösund (TGO), var då hälftenägare i LKAB. Inom TGOJ blev LKAB nr 12 och 13 omnumrerade till nr 90 och 89, alltså i omvänd ordning. Den nya numreringen skedde i den ordning som försäljningen till TGOJ blev av. Som växlingslok ansågs Na-loken vara för stora och klumpiga, både i Narvik och i Oxelösund. Efter andra världskriget hade Statens Järnvägar (SJ) brist på ånglok och fick då hyra Na-loken. SJ placerade loken i Göteborg och använde dem i växlingstjänst. Lok nr 89 är av historiskt intresse då den var involverad i järnvägsolyckan i Tingstad år 1947 (se nedan). Efter olyckan förvarades Na nr 89 i Eskilstuna fram till 1955 då den såldes som skrot till Eskilstuna Skrot AB. Nr Na 90 såldes som skrot till samma firma år 1964.

## Järnvägsolyckan i Göteborg-Tingstad[7]
Olyckan inträffade den 5 november 1947 och involverade tre tåg. Lokpersonalen i växlingssätt V617, som drogs av TGOJ nr 89, missade en dvärgsignal som visade stopp. V617 kör då in i ett annat växlingssätt (V515) som stod uppställd på spår 2. En tankvagn med eldningsolja i V515 träffas och vräks över spår 1. I samma stund passerar persontåg 1574 spår 1 och dess lok kolliderar med tankvagnen. Olja från tankvagnen sprutar ut och antänder personvagnarna. Tre passagerare i tåg 1574 samt lokföraren i TGOJ nr 89 omkommer. De materiella skadorna var omfattande. Bilder från olyckan finns hos Digitalt Museum. Se Externa länkar.

## Tillverkning
Na-loken tillverkades av Norsk Maskinindustri A/S (NMI). NMI var en sammanslutning mellan Thunes Mekaniske Værksted A/S i Oslo och Hamar Jernstøberi & Mekaniske Verksted A/S. Thunes stod för utformning och konstruktion medan Hamar stod för tillverkning. Leverans till LKAB skedde år 1922 med Hamars tillverkningsnummer 302 och 303 (LKAB nr 12 respektive 13). En annan källa anger att tillverkningsnumren var 306 och 307 (LKAB nr 13 respektive 12). Den senare uppgiften bekräftas av att tillverkningsskylten till TGOJ nr 89 finns avfotograferad med Hamars tillverkningsnummer 307 (Se Externa länkar).

## Utformning[9]
Na-loken var utformade som tvåcylindriga tanklok och arbetade med enkel expansion och våt ånga. Fyrboxen var tillverkad i koppar och dess stagbultar var tillverkade i koppar och manganbrons. Matarvatten till pannan tillfördes med hjälp av två injektorer av fabrikatet Friedmann (Klass HN Nr 10). Som lokbroms användes ångbroms och handbroms. För tågbroms fanns utrustning för tryckluftsbroms. Luftpumpen var av farbikatet New York Air Brake Co (Duplex Nr 6B). Som pannbeklädnad användes höglansig plåt och som pannisolation användes asbest. Slidstyrningen var enligt Heusingers system.(†) Reglering av fram- och backriktning samt cylinderfyllning skedde med omkastningsspak. Konstruktionsdetaljer, som exempelvis cylinderstorlek, drivhjulsdiameter och pannans storlek, var baserade på Norges Statsbanors (NSB) typ 33, ett tenderlok med fyra kopplade axlar.

(†) Detsamma som Walschaerts system.

## Tekniska specifikationer
Uppgifterna är i huvudsak enligt Haider, och överensstämmer i förekommande fall med Holmgren. Olika uppgifter med avseende den största tillåtna hastigheten (sth) finns. Haiders artikel är publicerad 1923 medan Holmgrens häfte är publicerad 1968. Om skillnaden beror på en höjning av sth under Na-lokens historia är okänd.

- Axelanordning: D1'
- Spårvidd: 1435 mm
- Drivhjulsdiameter: 1250 mm
- Löphjulsdiameter: 988 mm
- Cylinderantal: 2
- Cylinderdiameter: 575 mm
- Slaglängd: 640 mm
- Rostyta: 2,8 m²
- Eldyta, fyrbox: 11 m²
- Eldyta, tuber: 184,5 m²
- Eldyta, total: 195,5 m²
- Ångtryck: 12 kg/cm²
- Materialvikt: 62 ton
- Tjänstevikt: 81 ton
- Adhesionsvikt: 66 ton
- Skentryck, axel I: 16,5 ton
- Skentryck, axel II: 16,5 ton
- Skentryck, axel III: 16,5 ton
- Skentryck, axel IV: 16,5 ton
- Skentryck, axel V: 15,0 ton
- Kolförråd: 2 ton
- Vattenförråd: 10 m³
- Hjulbas, total: 6375 mm
- Längd över buffertar: 12 300 mm
- Minsta kurvradie: 130 m
- Minsta kurvradie, utan forcering: 190 m
- Dragkraft (0,7 p): 14,2 ton (139 kN)
- Sth (Haider): 40 km/h
- Sth (Holmgren): 45 km/h

Dragkraften är troligtvis beräknad enligt en förenklad formel som speglar ånglokens dragkraft vid låga hastigheter, men med koefficienten 0,7 istället för 0,65 som används i Lokomotivlära. För omvandling till SI-enheter (kN) har konventionsvärdet för tyngdaccelerationen använts, d.v.s. 9,80665 m/s².

## Indikerad effekt
Tillämpar man beräkning enligt Lokomotivlära utvecklade Na-loket teoretiskt en indikerad effekt på 883 ihk vid en normal rostansträngning och vid en gynnsammaste hastighet på 39,1 km/h. I faktarutan är värdet avrundat till 880 ihk. Med normal rostansträngning menas en påeldning av 500 kg stenkol per kvadratmeter rostyta och timme, där stenkolets värmevärde är 7000 kcal/kg. Vid denna rostansträngning och full belastning förbrukade Na-loket teoretiskt 1,4 ton kol och 9,7 m³ vatten per timme.

## Teoretiska dragkrafter vid olika hastigheter
Med indikerad effekt avses den effekt som utvecklas i cylindrarna. Med nyttig effekt och nyttig dragkraft avses den effekt och dragkraft som utvecklas vid drivhjulsperiferin.

### Dragkrafter p.g.a. maskinkraften
Tabellen är beräknad enligt Lokomotivlära och gäller vid 75% cylinderfyllning. Uppgifter om Na-lokets maximala cylinderfyllning saknas. Värden i kursiv stil kan ej utvecklas fullt ut då pannans ångbildningsförmåga är begränsande.
| Hastighet (km/h)           | 7,1  | 14,1 | 21,2 | 28,3 | 35,3 |
| Varvtal (varv/s)           | 0,50 | 1,00 | 1,50 | 2,00 | 2,50 |
| Indikerad effekt (ihk)     | 410  | 780  | 1084 | 1312 | 1485 |
| Maskineriets verkningsgrad | 0,90 | 0,90 | 0,90 | 0,90 | 0,90 |
| Nyttig effekt (hk)         | 369  | 702  | 975  | 1181 | 1336 |
| Nyttig dragkraft (ton)     | 14,1 | 13,4 | 12,4 | 11,3 | 10,2 |

### Dragkrafter p.g.a. pannans ångbildningsförmåga
Tabellen är beräknad enligt Lokomotivlära och gäller vid en normal rostansträngning. Värden i kursiv stil kan ej utvecklas fullt ut då maskinkraften vid 75% cylinderfyllning är begränsande. Effektförhållande och maskineriets verkningsgrad är funktioner av hastighetsförhållandet och kan avläsas grafiskt i Lokomotivlära.
| Hastighet (km/h)           | 7,8   | 11,7  | 15,6  | 19,6  | 23,5  | 27,4  | 31,3  | 35,2  | 39,1  | 43,0  | 46,9  |
| Varvtal (varv/s)           | 0,55  | 0,83  | 1,11  | 1,38  | 1,66  | 1,94  | 2,21  | 2,49  | 2,77  | 3,04  | 3,32  |
| Hastighetsförhållande      | 0,20  | 0,30  | 0,40  | 0,50  | 0,60  | 0,70  | 0,80  | 0,90  | 1,00  | 1,10  | 1,20  |
| Effektförhållande          | 0,617 | 0,710 | 0,792 | 0,857 | 0,907 | 0,947 | 0,975 | 0,993 | 1,000 | 0,997 | 0,987 |
| Indikerad effekt (ihk)     | 545   | 627   | 699   | 757   | 801   | 836   | 861   | 877   | 883   | 880   | 872   |
| Maskineriets verkningsgrad | 0,900 | 0,895 | 0,888 | 0,882 | 0,874 | 0,866 | 0,857 | 0,846 | 0,836 | 0,823 | 0,810 |
| Nyttig effekt (hk)         | 490   | 561   | 621   | 667   | 700   | 724   | 738   | 742   | 738   | 725   | 706   |
| Nyttig dragkraft (ton)     | 16,9  | 12,9  | 10,7  | 9,2   | 8,1   | 7,1   | 6,4   | 5,7   | 5,1   | 4,5   | 4,1   |

## Teoretisk dragkraftskurva
Dragkraftskurvan är konstruerad med hjälp av data i tabellerna ovan, men med fler närmevärden. Vid hastigheter under 11 km/h begränsas dragkraftsutvecklingen av maskinkraften (triangelmarkerad kurva). Vid hastigheter över 11 km/h begränsas dragkraftsutvecklingen av pannans ångbildningsförmåga (cirkelmarkerad kurva). Enligt diagrammet kunde Na-loket utveckla 14,8 tons dragkraft vid det absoluta startögonblicket. Den nominella dragkraften på 14,2 ton kunde utvecklas upp till 6 km/h. För dessa dragkrafter krävdes en friktionskoefficient på ca 0,22 vid adhesionsvikten 66 ton. Under mycket gynnsamma adhesionsförhållanden kan ånglok nå en friktionskoefficient på 0,25 utan att börja slira. Lokomotivlära rekommenderade att inte räkna med friktionskoefficienter högre än 0,20 i trafikplanering för ånglok i syfte att minska risken för slirning. För Na-loket skulle det ha inneburit en maximal dragkraft på 13,2 ton upp till 11 km/h. Då Na-loket var ett tanklok sjönk adhesionsvikten allteftersom kol- och vattenförråden förbrukades, och därmed sjönk tillgänglig dragkraft som begränsades av adhesionen.

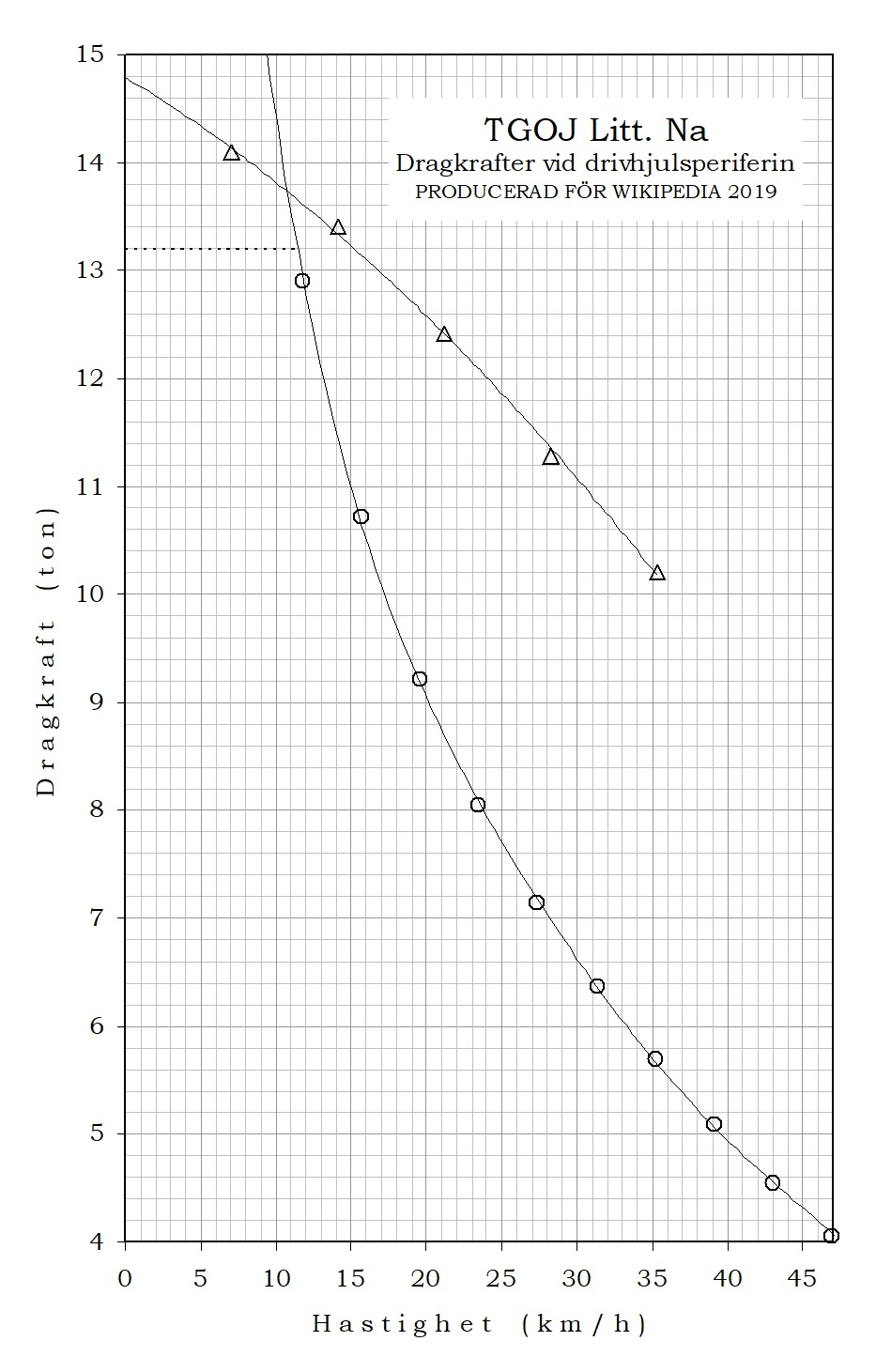
Dragkraftkurva